# Stryphnodendron
Genre
Stryphnodendron est un genre de plantes à fleurs dicotylédones de la famille des Fabaceae, sous-famille des Mimosoideae, originaire d'Amérique centrale et d'Amérique du Sud, qui comprend trente espèces acceptées. L'espèce type est Stryphnodendron barbatimam Mart. (synonyme de S. adstringens (Mart.) Coville).
« Stryphnodendron », est un terme forgé à partir de deux racines grecques :  στρυφνός (styphnos, stryphnos), « acide, aigre, astringent » et δένδρον (déndron, dendro-), « arbre », en raison de l'écorce riche en tanins de l'espèce type (S. barbatimam).

## Liste d'espèces
Selon The Plant List (9 novembre 2018) :
- Stryphnodendron adstringens (Mart.) Coville
- Stryphnodendron confertum Heringer & Rizzini
- Stryphnodendron consimile Martins
- Stryphnodendron coriaceum Benth.
- Stryphnodendron cristalinae Rizzini & A.Mattos
- Stryphnodendron duckeanum Occhioni
- Stryphnodendron fissuratum Martins
- Stryphnodendron flammatum Kleinhoonte
- Stryphnodendron foreroi Martins
- Stryphnodendron goyazense Taub.
- Stryphnodendron gracile Rizzini & Heringer
- Stryphnodendron guianense (Aubl.) Benth.
- Stryphnodendron heringeri Occhioni f.
- Stryphnodendron levelii Cowan
- Stryphnodendron microstachyum Poepp.
- Stryphnodendron moricolor Barneby & J.W.Grimes
- Stryphnodendron obovatum Benth.
- Stryphnodendron occhionianum Martins
- Stryphnodendron paniculatum Poepp.
- Stryphnodendron piptadenioides Martins
- Stryphnodendron platyspicum Rizzini & Heringer
- Stryphnodendron polyphyllum Mart.
- Stryphnodendron polystachyum (Miq.) Kleinhoonte
- Stryphnodendron porcatum D.A.Neill & Occhioni f.
- Stryphnodendron pulcherrimum (Willd.) Hochr.
- Stryphnodendron pumilum Glaz.
- Stryphnodendron racemiferum (Ducke) W.A.Rodrigues
- Stryphnodendron rizzinianum Martins
- Stryphnodendron roseiflorum (Ducke) Ducke
- Stryphnodendron rotundifolium Mart.